# Арефьев, Виталий Степанович
Виталий Степанович Арефьев (род. 14 октября 1946 года) — тренер по легкой атлетике, преподаватель высшей школы. Тренер сборной Российской Федерации и Башкортостана по легкой атлетике, тренер-преподаватель высшей категории в СДЮСШОР № 21 по легкой атлетике (Уфа). Подготовил 30 мастеров спорта, чемпионов и призёров России. Старший преподаватель БИФК. Ветеран труда. «Заслуженный работник физической культуры республики Башкортостан» (2004), «Лучший тренер республики Башкортостан», награждён почетными грамотами Министерства образования РФ.
Среди учеников: Андрей Сафронов, Альфия Ахатовна Мурясова.